# 早海さんと呼ばれる日
『早海さんと呼ばれる日』（はやみさんとよばれるひ）は、2012年1月15日から3月18日までフジテレビ系の「ドラマチック・サンデー」枠（日曜日21時 - 21時54分〈JST〉）で放送された日本のテレビドラマ。主演は松下奈緒。

## 概要
「育った環境の違い」を乗り越え、ヒロインが立派な早海家の嫁に育っていくまでを描いたホームドラマ。
主演の松下奈緒は劇中音楽の一部も担当する。
また、2011年10月9日に放送された2011年4月期放送の連続ドラマ『マルモのおきて』のスペシャルには、主演の松下が、このドラマの役名でカメオ出演した。
近年の連続ドラマにおいては通常第1回と最終回を拡大放送とし、第2回以後最終回の前回までは通常枠という体裁をとるが、この作品は第1回の放送は通常の54分版で放送されながら、第2・3回は10分拡大の64分版という珍しい編成を行った。
2012年6月10日と17日には、スペシャルドラマが放送された。
キャッチコピーは「導く、ヨメ。」

## あらすじ
結婚に憧れるOL・優梨子は、同僚である早海恭一とめでたく結婚、2人だけの甘く楽しい新婚生活を始めるはずだった。
ところが結婚式のその翌日、姑・陽子が突如失踪。恭一の実家には、舅と3人の義弟たちが残されてしまう。崩壊寸前の状況の中、優梨子は姑が帰ってくるまでの間に早海家の嫁として男だらけの早海家で家族の面倒を見ることを決意。馴染めない環境の中で優梨子の花嫁修業が幕を開ける…。

## キャスト

### 早海家
早海 優梨子 (29) - 松下奈緒
旧姓：金井。おもちゃメーカー「TOYMOND」企画部でヒット商品を出すなど活躍していたが、結婚後は家庭に入り旦那を支えると決めていた。素直で気になることがあると放っておけないお節介な性格だが、打たれ弱い所がある。父親が大手企業専務のお嬢様育ちの為、家事は苦手で料理もお惣菜パックに頼り、灯油の入れ方も知らない。金銭感覚も一般家庭向きではないが失踪した義母が帰ってくるまでの間に「早海家の嫁」として男だらけの早海家の手助けになればと思い慣れない主婦業に奮起する。
早海 恭一 (35) - 井ノ原快彦 (当時 V6）
優梨子の夫、早海家4人兄弟の長男。おもちゃメーカー「TOYMOND」営業部から企画部主任に昇進する。
今時珍しく、生真面目で優しい性格。自分にはない物を持っている妻・優梨子のことを尊敬している。気弱そうだが、時にはっきりと意見を述べる。少し抜けている性格の優梨子を優しく見守り、非難する兄弟にも優梨子の一生懸命さを諭す。親子・兄弟喧嘩の仲裁をするも、ときには怒りが爆発して自身も加わってしまうことがある。
馨の進学費用を払うため、自分の大学進学を諦め就職する。母親の夢を叶えるという意志を強く感じたことから腹を括り、優三が大人になるまで責任を持ち面倒を見ることを宣言する。
早海 研二 (30) - 要潤
早海家4人兄弟の次男。楽天的で人懐っこく自由奔放な性格。良く言えば明るく、悪く言えば軽薄。恵太郎に対し、はっきり意見を言う上に一言多いのが災いして親子喧嘩に発展してしまうことが多い。高校時代には、「研二」という名前から「ジュリー」と呼ばれていた。
大手電機メーカー「Dictor」宣伝部の契約社員。何社も渡り歩いているのは優秀な人材で雇用を求められているわけではなく、単純に契約更新されないからだと告白する。少ない給料から自腹の交通費と彼女へのプレゼント代を捻出し、3万円を家に入れている。色々な仕事が経験出来る理由で契約社員を続ける生活もありかもしれないと話している。
亜季と同窓会で再会し、一度きりの関係を持ち、陽が産まれる。事実を知った研二は、現実をありのまま受け取ることが出来ず否認していたが、陽に懐かれていることもあって次第にその事実を受け入れ、責任を感じていく。
早海 馨 (22) - 中丸雄一（KAT-TUN）
早海家4人兄弟の三男。大学4年生、ファミリーレストランでアルバイトをしている。就職活動中で内定をもらった会社はあったがそれを断り、自分の納得のいく大手の会社に就職するため頑張っている。
兄弟の中でも比較的静かで、喧嘩の仲裁をせずに傍観するなど冷めている。内定が得られず就職活動に行き詰まり、家族からの応援に焦りを感じているが表に出さず抱え込むなど、繊細な性格である。
「手先が器用で料理が得意」という理由で優三からは「ちゃん」付けで呼ばれている。母親から教えられたのもあって、お菓子作りが得意である。
就職について家族と口論の末、馨の態度に怒った優梨子に平手打ちされたことで家を飛び出し、優梨子の勧めで金井家に居候することになる。最終面接で「富竹製作所」に内定をもらうも断り、製菓学校へ進学し、パティシエになることを決意する。
早海 優三 (14) - 森永悠希
早海家4人兄弟の四男。中学2年生、野球部所属。レギュラー入り出来るほどの実力を持ち、野球部合宿費を捻出するため父親が大切にしていた焼酎や兄弟の私物を内緒でネットで売り飛ばしていた。当初は説明もせず誤解されていたが、実は家計を考えた末の行動だったが家族に言えず黙っていた。
兄弟の中で最も母親の家出を悩んでいたが、誰にもその思いに気づいてもらえず傷ついていたなか、野球部チームメイトの翼に初めて家庭の悩みに気づいてもらえる。そのことがきっかけで、同性にもかかわらず翼と交際することになる。
早海 恵太郎 (59) - 船越英一郎
早海家4人兄弟の父親。純喫茶「ガテマラ」を経営。人情家で的確な発言をすることもあるが、実は口先だけである。酒豪で自分勝手なため、家族に迷惑を掛ける。スペシャル版後編では、医師から自分の余命があと3ヶ月であることを聞き、絶望するが、ただの便秘であったことが判明する。
早海 陽子 (58) - 古手川祐子
早海家4人兄弟の母親。文句一つ言わず、家族の面倒や喫茶店の切り盛りをしていたが恭一の結婚式が終わった翌日に突如家出し、ガラス細工ショップ「ミサワガラスアート」で働き始める。ガラスアートの仕事に就くことが長年の夢だった。喫茶店が赤字になりそうになるとそのガラス細工の内職で得た4万円を家に入れていた。店と家事を両立し、自らは営業の傍ら簡単な食事を済ませるなど家族のことを大切に考えてきた。

### 金井家
金井 拡 (60) - 中原丈雄
優梨子の父親。野室商事専務取締役。娘の結婚に反対せず暖かく見守る。家は田園調布にある。
娘を甘やかして育てたと後悔しており、優梨子が早海家に暮らすと決めた際も良い花嫁修業になると思って背中を押す。
金井 満智子 (59) - かとうかず子
優梨子の母親。常識に外れないよう物事を考え、恭一と家庭環境があまりにも違いすぎると危惧し結婚生活がうまく行かなくなるのではないかと心配する。
馨が居候することになった際も敬遠していたが、二人で協力してお菓子を作ることになり意気投合する。

### その他
武藤 茂雄 (59) - 梨本謙次郎
純喫茶「ガテマラ」がある商店街で八百屋を営んでいる。恵太郎に儲け話を持っていくなど昔からの悪友である。
石田 源造 (63) - 渡辺哲
純喫茶「ガテマラ」がある商店街で米屋を営んでいる。陽子の作るナポリタンが好きな、「ガテマラ」常連客。恵太郎、茂雄と仲良く集まって酒を飲んでいる。
寺田 美咲 - 吉沢梨絵
「TOYMOND」企画部、優梨子の先輩社員。家事などを器用にこなせない優梨子を心配する。
岸本 翼 - 松本隆志
優三が所属する野球部のチームメイト。バレンタイン当日に優三のバッグにチョコを忍ばせる。

### ゲスト
大倉 みなみ - 青谷優衣（第2・5 - 6話）
大学4年生。「LanLan」読者モデル。研二と合コンで知り合う。父親が厳しく、負け組になるなと言われている。
河瀬 光晴 - 塚原大助（第2・6 - 7話）
大手電機メーカー「Dictor」宣伝部社員。
入江 亜季 - 山口紗弥加（第3 - 7・最終話・スペシャル前編 / 後篇）
パン工房「ラ・ルミエール」のパン職人。優梨子が立ち寄ったパン屋で知り合う。パンを1個サービスしたことから仲良くなり、後にそのお店で優梨子が働くことになる。スペシャル前編では研二からプロポーズを受ける。
入江 陽 - 須田琉雅（第4 - 7・9 - 最終話・スペシャル前編 / 後篇）
亜季の息子。父親はおらず、亜季が一人で育てている。研二に懐いており、彼を『かんとくん』と呼んでいる。スペシャル前編にて指輪の入った亜季のケーキを食べてしまい、指輪を喉につまらせる。亜季が研二からプロポーズを受けた際には両手で大きな丸印を作った。
高橋 くるみ - 山谷花純（第4 - 5話）
優三が所属する野球部のマネージャー。
三宅 聡史 - 村松利史（第4 - 5話）
中小企業 医療部品メーカー「富竹製作所」専務。
稲田 孝平 - 山中崇（第6・9話）
研二の高校時代野球部チームメイト。中小企業 内装業「稲田建装」社長。
鳥谷 秋彦 - 高橋一生（第8 - 9話）
「Toritani Design」デザイナー。「TOYMOND」が企画した動物シリーズ第1弾「ひとりぼっちの白くまくん」のデザインを担当する。
椎名 誠司 - 尾上寛之（第9 - 最終話）
「青葉リフォーム」営業担当者。ありもしないリフォームモニターの話を恵太郎に持ち掛ける。
宮沢 瑛子 - 内田有紀（スペシャル前編）
ヨーロピアンフォレスト社代表。恭一の職場の元同期であり、元カノ。アニマルクロッツというキャラクター商品を新たにTOYMONDで売り出すことになり、帰国する。
芳川 宗則 - 西岡徳馬（スペシャル前編 / 後篇）
陽子に好意を寄せている芸大教授・ガラスアート作家。
相原 希 - 小島藤子（スペシャル前編）
馨と同じ製菓学校に通う学生。

## 主題歌
- FUNKY MONKEY BABYS「この世界に生まれたわけ」（ドリーミュージック）

## スタッフ
- 脚本：大島里美
- 脚本協力：阿相クミコ（第6話）、佐藤久美子、MAF（スペシャル）
- 音楽：仲西匡、松下奈緒[3]
- 技術プロデューサー：菅原光宏
- TD：山岸桂一
- 撮影：伊藤清一
- 映像：吉川博文
- 照明：阿部慶冶
- 音声：竹中泰
- 音楽プロデューサー：志田博英
- 音響効果：本郷俊介
- 編集：朝原正志
- ライン編集：伊藤裕之
- MA：市村聡雄
- デザイン：柳川和央
- 美術進行：竹田政弘
- 大道具製作：内海靖之
- 大道具操作：吉田精正
- 装飾：福田健太郎
- 小道具印刷：中村哲治
- 持道具：神保由香
- ヘアメイク：西村真理子、細谷千代子
- 建具：三田村賢
- 電飾：中園誠四郎
- 植木装飾：後藤健

- フードコーディネーター：市原智津子
- バリスタ：篠崎好治、田口希憲
- 美術車輌：コマツサポートサービス
- 音楽協力：フジパシフィック音楽出版
- 協力：フジアール、バスク
- ダンス振り付け・指導：SHI⇒NA
- 企画統括：成河広明
- 広報：渡辺朱織
- スチール：藤村陽子
- タイトルロゴ：澤本崇
- タイトルバック：鈴木鉄平
- リサーチ：今井紳介
- 車輌：ファン
- スケジュール：吉田使憲
- 演出補：八十島美也子、高津泰行（スペシャル）
- 制作担当：持田一政、谷正光
- 制作主任：田村豊
- スクリプター：幸緑栄子
- プロデューサー補：上久保友貴、鈴木伸太郎（スペシャル）
- アソシエイトプロデューサー：貸川聡子、山崎淳子（スペシャル）
- 編成企画：水野綾子
- プロデューサー：高橋萬彦（スペシャル）
- 演出：河野圭太、城宝秀則、小椋久雄（スペシャル）
- 制作：フジテレビ
- 制作著作：共同テレビ

## サブタイトル
| 各話                                                       | 放送日        | サブタイトル                                 | 演出     | 視聴率 |
| ---------------------------------------------------------- | ------------- | -------------------------------------------- | -------- | ------ |
| 第1話                                                      | 2012年1月15日 | 夫婦になることは家族になること               | 河野圭太 | 09.8%  |
| 第2話                                                      | 2012年1月22日 | 家族のお世話してるつもりでいい気になりました | 河野圭太 | 10.1%  |
| 第3話                                                      | 2012年1月29日 | お義母さんは、なぜ家族を捨てたの?            | 城宝秀則 | 10.0%  |
| 第4話                                                      | 2012年2月05日 | 馨さんが就職決まらないのは家のせい?          | 河野圭太 | 10.0%  |
| 第5話                                                      | 2012年2月12日 | 私も、死んでも帰らないから!                  | 城宝秀則 | 10.7%  |
| 第6話                                                      | 2012年2月19日 | 家族に言えない研二さんの秘密                 | 河野圭太 | 10.4%  |
| 第7話                                                      | 2012年2月26日 | 父親としての責任はどうするんですか?          | 城宝秀則 | 11.9%  |
| 第8話                                                      | 2012年3月04日 | 夫婦が壊れるなんて信じたくありません         | 河野圭太 | 09.9%  |
| 第9話                                                      | 2012年3月11日 | 恭一さん、私の前で無理して笑わないで         | 城宝秀則 | 10.7%  |
| 最終話                                                     | 2012年3月18日 | 何より大事なものができました                 | 河野圭太 | 11.9%  |
| 平均視聴率 10.5%（視聴率は関東地区・ビデオリサーチ社調べ） |               |                                              |          |        |
| スペシャル前編                                             | 2012年6月10日 | 恭一さんの元彼女                             | 小椋久雄 | 06.3%  |
| スペシャル後編                                             | 2012年6月17日 | みんなへ                                     | 小椋久雄 | 07.8%  |

- ドラマチック・サンデー枠としては、2010年10月放送の『パーフェクト・リポート』以来の初回視聴率1桁となったが、平均視聴率は2011年4月放送の『マルモのおきて』以来、同枠では2作目の二桁となった。
- スペシャル前編は「2012ロンドンオリンピックバレーボール世界最終予選男子 日本×イラン」中継延長のため21:15 - 22:09の放送。